# Lemniscomys bellieri
Lemniscomys bellieri es una especie de roedor de la familia Muridae.

## Distribución geográfica
Se encuentra en Burkina Faso, Costa de Marfil, Ghana, Guinea, y, posiblemente, Sierra Leona.

## Hábitat
Su hábitat natural son: Sabanas, áridas